# Dikome-Balue
Pour les articles homonymes, voir Balue et Dikome.
Dikome-Balue (ou Dikume Balue) est une commune (Council) du Cameroun située dans la région du Sud-Ouest et le département du Ndian, à 107 km de Douala et à 36 km de Kumba.

## Structure administrative de la commune
Outre Dikome-Balue proprement dit, la commune comprend également les villages suivants  :
- Betenge
- Bona
- Bonji
- Bosunga
- Diboki
- Dipenda
- Ebobe
- Itende
- Kombe
- Mofako Balue
- Ndonono
- Weme

## Géographie
Dikome-Balue se trouve dans les monts Rumpi à une altitude d'environ 1 026 m.
Le réseau hydrographique est abondant, avec 49 cours d'eau et 16 cascades.
La localité est dotée d'un climat tropical, de type Am selon la classification de Köppen, avec des précipitations fréquentes, en moyenne de 2 825 mm par an. Sur l'ensemble de l'année, la température avoisine 23,9 °C.
|          | Toko         |       |
| Mundemba | Dikome-Balue | Konye |
|          | Ekondo-Titi  |       |

## Chefferie traditionnelle
L'arrondissement est le siège d'une chefferie traditionnelle de 2e degré reconnue par le ministère de l'administration du territoire et de la décentralisation :
- 883 : Chefferie Dikome-Balue

## Population
On y a dénombré 1 713 habitants en 1953, 2 610 en 1968-1969 et 4 239 en 1972, principalement Balue, d'où son nom.
Lors du recensement de 2005, Dikome Balue Council comptait 13 364 habitants, dont 4 714 pour Dikome-Balue Ville.

## Économie
L'agriculture est pratiquée par la majorité de la population (99%). On y produit avant tout du cacao, mais aussi du café, du thé vert, du cocoyam (ou taro), de la banane plantain, du poivre, du manioc. L'élevage, la chasse, la pêche, l'apiculture, l'exploitaion du bois apportent d'autres ressources.

## Religion

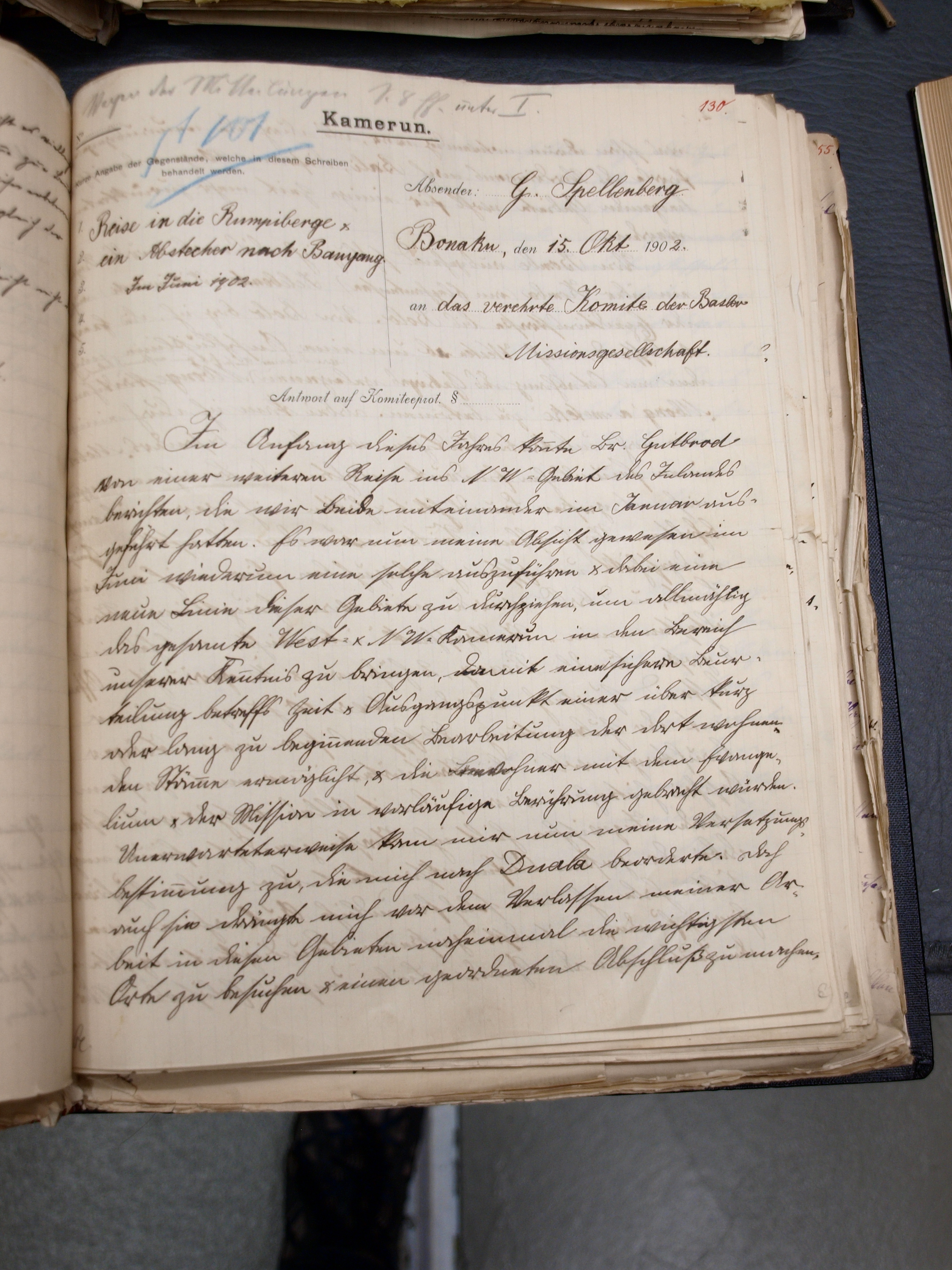
Rapport de Spellenberg lors de sa mission dans les monts Rumpi en 1902.

En 1900, Georg Spellenberg, de la Mission de Bâle, s'installe à Dikome pour étudier la possibilité de développer une action missionnaire dans les monts Rumpi.

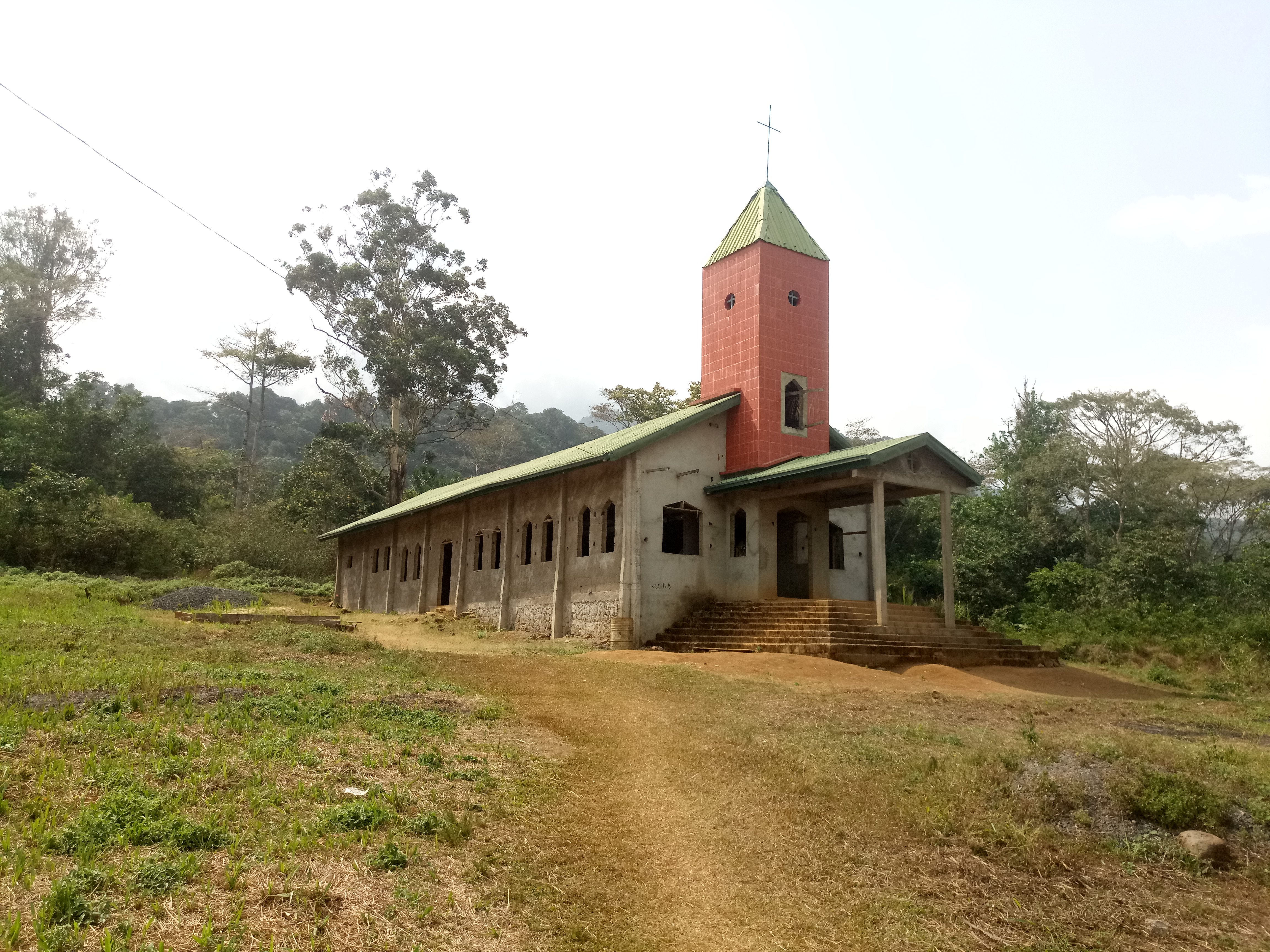
Église presbytérienne.

Les habitants de Dikome-Balue sont majoritairement chrétiens, de diverses obédiences, notamment presbytériens.

## Personnalités
Michael Elangwe Namaya, ancien ministre, est né à Dikome-Balue en 1940.